# Stadionul Delle Alpi
Stadionul Delle Alpi a fost un stadion de fotbal și atletism din Torino, Italia, care a fost demolat. A fost al echipelor Juventus Torino și FC Torino.  A fost inaugurat în anul 1990, având o capacitate de 69.000 de locuri. Acesta a fost construit special pentru campionatul mondial din Italia, găzduind o semifinală (Germania-Anglia).